# Besart Berisha
Besart Berisha (født 29. juli 1985 i Priština, Kosovo, SFR Jugoslavien) er en albansk fodboldspiller der spiller som angriber i den australske klub Melbourne Victory FC. Han spiller desuden regelmæssigt for Albaniens landshold.

## Tidlige liv
Berisha blev født i Pristina i det daværende Jugoslavien, men hans familie flyttede som konsekvens af den urolige situation i landet til Tyskland i 1990'erne, hvor man slog sig ned i hovedstaden Berlin. Det var her at Berisha startede sin fodboldkarriere, hos den lokale klub Tennis Borussia Berlin.

## Klubkarriere

### Tidlige karriere
Berisha fik i 2004 kontrakt med Bundesliga-storklubben Hamburger SV, hvor han dog ikke umiddelbart var inde i billedet til en plads i startopstillingen. Klubben valgte derfor allerede samme år at udleje kosovoalbaneren til AaB i den danske Superliga. Opholdet her blev dog yderst skuffende for Berisha, der kun spillede tre kampe for nordjyderne og ikke scorede et eneste mål.

### AC Horsens
Berisha oplevede straks mere succes, da han i hele 2005-06 sæsonen igen blev udlånt til Superligaen, denne gang til nyoprykkerne AC Horsens. Berisha blev en helt afgørende brik i klubbens overlevelse i ligaen. Han sikrede med en scoring mod Silkeborg IF den 11. september 2005 horsensianerne klubbens første sejr i Superligaen nogensinde, og var resten af sæsonen spilleren, der scorede AC Horsens' vigtige mål. I forårspremieren mod hans gamle klub AaB den 12. marts 2006 scorede han to mål, og han sluttede sæsonen som klubbens topscorer med 11 mål.

### Retur til Hamburg
På baggrund af succesen i AC Horsens valgte Hamburger SV at hente Berisha tilbage til Tyskland, hvor han denne gang fik lidt flere chancer hos klubbens førstehold. Den 6. december 2006 scorede han sit første mål for klubben, der faldt i en Champions League-kamp mod russiske CSKA Moskva. Han blev dermed også den første albaner til at score et mål i Europas fornemste klubturnering.

### Burnley F.C.
Efter at Berisha havde fået sin debut for Albanien blev han den 3. juli 2007 solgt til engelsk fodbold, hvor han skrev kontrakt med Championship-klubben Burnley F.C. Opholdet blev dog straks ødelagt, da Berisha rev sit korsbånd over i en landskamp for Albanien mod Malta. Han nåede aldrig at få nævneværdig spilletid i Burnley, inden han i efteråret 2008 blev udlejet til norske Rosenborg BK.

### Rosenborg
Berisha spillede for Rosenborg BK i et halvt år, og nåede at score tre mål i otte kampe for klubben. Blandt andet scorede han to gange i sin debutkamp, et opgør mod Molde FK. Lejemålet blev dog ikke forlænget og Berisha måtte ved efterårets afslutning igen forholde sig til sin kontrakt hos Burnley.

### Tilbage hos AC Horsens
Berishas gamle klub, AC Horsens, valgte i januar 2009 at hente albaneren tilbage til klubben, efter at holdet havde overvintret på Superligaens sidsteplads efter efterårssæsonen i 2008. Berisha fik sit comeback for "Den Gule Fare" den 1. marts 2009. Allerede ugen efter scorede han to mål for klubben da man besejrede mesterskabskandidaterne OB 2-1 på hjemmebane, og i den følgende spillerunde blev han ligeledes matchvinder for klubben, i en udesejr over FC Nordsjælland.
Han dog blev fyret fra klubben d. 25. maj 2009, efter han var indblandet i tumult under en træning i AC Horsens.

### Arminia Bielefeld
Den 5. august 2009 blev det bekræftet, at Berisha vendte tilbage til Tyskland. Han blev hentet af 2. Bundesliga  klubben Arminia Bielefeld. Han spillede i alt 22 kampe for dem og scorede to mål. 

## Landshold
Berisha står (pr. marts 2009) noteret for elleve landskampe og to scoringer for Albanien. Hans debutkamp faldt den 11. oktober 2006 i et opgør mod Holland. Hans første landskampsmål blev scoret i en venskabskamp mod England den 25. maj 2007 på Turf Moor i Burnley. 